# Campeonato NORCECA de Voleibol Masculino Sub-21
O Campeonato NORCECA de Voleibol Masculino Sub-21 é um torneio organizado pela Confederação da América do Norte, Central e Caribe de Voleibol (NORCECA), que reúne as principais seleções nacionais desta categoria afiliadas a esse desporto.

## Quadro geral
| Ordem | País                 | Medalha de ouro | Medalha de prata | Medalha de bronze | Total |
| ----- | -------------------- | --------------- | ---------------- | ----------------- | ----- |
| 1     | Cuba                 | 6               | 1                | 0                 | 7     |
| 2     | Estados Unidos       | 3               | 2                | 5                 | 10    |
| 3     | Canadá               | 2               | 4                | 3                 | 9     |
| 4     | Porto Rico           | 0               | 2                | 2                 | 4     |
| 5     | República Dominicana | 0               | 2                | 0                 | 2     |
| 6     | México               | 0               | 0                | 1                 | 1     |